# Earophila crepusculata
Earophila crepusculata là một loài bướm đêm trong họ Geometridae.